# Golam Porowec
Golam Porowec (bułg. Голям Поровец) – wieś w Bułgarii, w obwodzie Razgrad, w gminie Isperich. W 2023 roku liczyła 602 mieszkańców.